# JR東日本キヤE991形気動車
キヤE991形気動車（キヤE991がたきどうしゃ）は、東日本旅客鉄道（JR東日本）と鉄道総合技術研究所（JR総研）が共同開発した試験用鉄道車両である。ハイブリッド気動車として試験を行った。
本項では、クモヤE995形電車（クモヤE995がたでんしゃ）に改造されてからの、水素燃料による燃料電池ハイブリッド車両や蓄電池電車としての試験についても記述する。

## 概要
1両のみが製作された試験車両で、営業運転には入らなかった。愛称は「新しいエネルギー技術を鉄道車両に取り込む」という目的から、"New Energy Train"を表す「NEトレイン」と名付けられた。開発コンセプトは「環境との調和」（省エネルギー・排出ガス・騒音の低減）と、「電車技術への転換」（省メンテナンス・運転性能の改善）としている。
車両のイメージカラーは赤色と緑色で、赤色は太陽を、緑色は地球を表している。車体に掲出されたロゴマークはJR東日本研究開発センターの社員がデザインしたもので、赤丸と緑丸はNEトレインの「NE」を表し、本車両のエネルギー源である太陽とかけがえのない地球をイメージしている。
2003年から2005年にかけてシリーズ方式のハイブリッド気動車、2007年から2008年にかけて燃料電池ハイブリッド車両、2009年から2012年にかけて蓄電池電車として試験を行った。
車体はE127系100番台を基本としたステンレス製で、単行運転が可能な両運転台車となっている。ただし、両開き扉を片側2ヶ所設置しており（中央の扉を省略）、前面は非貫通構造である。運転台はE127系を基本とした機器配置とし、左手操作形ワンハンドルマスコンを採用した。車内はE127系と同じく12人掛けのロングシートを3か所設置し、一角には量産時のトイレスペースとした機器室を設けた。
台車はE231系のDT61形/TR246形を基本とした軽量ボルスタレス方式空気ばね台車で、DT959/TR918と呼称する。E231系よりも耐寒耐雪構造を強化しているほか、スノープラウを装備している。車輪径は860mm、軸距は2,100mm、基礎ブレーキはユニット式片押し式踏面ブレーキ、付随台車のみ1軸1枚のディスクブレーキを併用する。

## ハイブリッド気動車
東日本旅客鉄道（JR東日本）は鉄道総合技術研究所（JR総研）と共同で2003年（平成15年）、シリーズ方式のハイブリッド気動車キヤE991形（キヤE991-1）を試作した。電機メーカーとして日立製作所が協力している。システムとしては電気式気動車に大容量の蓄電池を設けた構造である。発進・加速・登坂などの高負荷時には発電機と蓄電池の電力を併用し、減速・制動時にはモーターから回生させた電力を蓄電池に充電することで、エンジンの負荷を抑え、燃費節減や排出ガス削減を図っている。従来の気動車では不可能だった「走行エネルギーの回収・再利用」を実現したという点で画期的な車両であった。
蓄電池は容量10 kWh（当初）のものを屋根上に搭載し、マンガン系の正極を使ったリチウムイオン二次電池を採用した。発電用エンジンは出力331 kW/2,100 rpmの国際的な鉄道の排出ガス規制に対応したもので、発電機は180 kWの三相誘導発電機DM927である。電機品はE231系のものをベースにした日立製作所製であり、主電動機はMT73に電圧変更対応を施した95 kWのMT936、主変換装置もE231系のVVVFインバータ制御装置をベースにDC340 Vのコンバータ + VVVFインバータとしたCI905で、この制御装置部が蓄電池やエンジンも制御するハイブリッドシステム統括制御装置となっている。なお、後述のような燃料電池動車に容易に改造できる構造で製造された。
基本的には駅停車時や低速走行時にはエンジンを極力停止させることとし（サービス電源は蓄電池から供給）、蓄電池で発車後 25 km/h でエンジンが始動する。この時はエンジンは最高効率域での発電となり、蓄電池からの電力も併せて使用するが、長い上り坂などではエンジンを最高出力で発電させ、エンジン発電のみで走行する。ブレーキは回生・発電併用電気指令式空気ブレーキで、回生時は主電動機の発電で蓄電池を充電するが、抑速時はエンジンの排気ブレーキも使用される。その場合、主発電機をモーターとして作動させ、燃料噴射を停止して排気ブレーキを作動させたディーゼルエンジンを強制的に回すことで、走行用モーターに対する抵抗器としての役割を持たせる。
補助電源装置はSC934形静止形インバータ（SIV）を搭載、定格容量は45 kVA、出力電圧は三相交流440Vである。空気圧縮機はスクロール回転式で、吐出量は385 NL/minである。空調装置は屋根上集中式のAU910形を1基搭載しており、能力は48.84 kW（42,000 kcal/h）である。
ハイブリッド気動車（キヤE991形）は2003年4月下旬に東急車輛製造で落成後、宇都宮運転所に配属された。走行試験は日光線や烏山線、東北本線（宇都宮線）などで実施した。
2005年（平成17年）をもって試験を終了した。試験の結果、従来の気動車と比較して約20 %の省エネルギー効果が確認され、世界初の営業実用化となるキハE200形に反映された。同車は2007年夏より小海線に3両（量産先行車）が投入され、営業運転を行いながら長期試験を行っている。これらとE231系電車の開発・導入によって、JR東日本は「省エネ車両の継続的導入と世界初のハイブリッド鉄道車両の開発・導入」という理由により、第16回地球環境大賞の文部科学大臣賞を受賞した。

## 燃料電池ハイブリッド車両
電気式気動車の一種であるシリーズ式ハイブリッドを採用した理由のひとつには将来の燃料電池動車の導入があった。2006年4月に同年7月以降水素燃料による燃料電池（65 kW×2台）を搭載して試験を実施することが発表され、キヤE991形は2006年（平成18年）7月に東急車輛製造において燃料電池ハイブリッド車両に改造された。改造後は東急車輛製造構内の試運転線で構内走行試験を実施した。
燃料電池ハイブリッド車両への改造に伴い、CI905形主変換装置のうちコンバータを昇圧チョッパに改造し、SC937形主変換装置に形式変更した。リチウムイオン二次電池は10kWhから19kWhに増強し、エネルギー管理制御システムも燃料電池対応に改造した。床下のディーゼルエンジン・発電機と軽油タンクは撤去し、固体高分子形燃料電池（バラード・パワー・システムズ社製「HCS-HY80形」、65 kW×2）と水素供給タンク（岩谷産業製、35MPaの水素タンクを6本、約270 L搭載）を新設した。台車、補助電源装置、ブレーキ装置等は従来のものを流用した。
2006年（平成18年）10月に東急車輛製造で報道向けに公開した時点では、単なる「燃料電池ハイブリッド車両」と呼称されており、形式称号はついていなかった。車体側面のJR東日本研究開発センターを表す「R&D CENTER OF JREAST GROUP」の表記は剥離されていた。2007年（平成19年）3月に東急車輛製造を出場した際は、車体の形式称号表記が目隠しされていた。側面には新たに水色の帯が巻かれ、現車の所属表記は長野総合車両センターを表す「長ナノ」とされた。車籍は長野総合車両センター到着の翌日付で廃車（除籍）とされ、車籍上の形式称号はその時点までキヤE991-1であった。同年10月に長野総合車両センターで報道向けに公開した際に形式称号がクモヤE995形（クモヤE995-1）と公表されたが、愛称はハイブリッド気動車時代と変わらず「NEトレイン」 (New Energy Train) であった。
長野総合車両センターへの到着後、4月から篠ノ井線など長野地区で本線走行試験を実施した。ただし、当時は法規に水素燃料を搭載した鉄道車両の定めがなかったため、車籍がなかったこともあいまって、走行試験は夜間終電後に線路閉鎖を行って実施された。しかし、実用化には未熟であり、燃料電池のコストや寿命、動作安定性や出力不足などから2008年（平成20年）に開発が一時中断された。
燃料電池技術のJR東日本における営業実用化は2021年現在も実現していないが、クモヤE995形と同様のシステムを搭載し、航続距離の延長などを行った試験車両FV-E991系が製作され、2022年2月6日に登場している。

## 蓄電池駆動車両
2009年（平成21年）には「蓄電池駆動電車システム」試験車両として再改造された。形式はクモヤE995形のまま変更されなかったが、愛称は「NE Train スマート電池くん」に改められた。電化区間は通常の電車として走行しながら充電し、非電化区間は電化区間や駅停車中に充電した電力を元に蓄電池駆動で走行するもので、将来への実用化に向けた研究試験が実施された。改造工事は燃料電池ハイブリッド車両への改造時と同様に東急車輛製造で実施され、このため2009年4月下旬に長野総合車両センターから東急車輛製造まで、改造後の9月26日に東急車輛製造から大宮総合車両センターまで甲種輸送された。同年10月から12月にかけては大宮総合車両センター内の試運転線で走行試験が実施された。翌2010年（平成22年）1月には小山車両センターに回送され、夜間終電後に線路閉鎖を行ったうえで、周辺の各路線で走行試験が実施された（車籍がないため、通常の本線走行はできなかった）。2010年（平成22年）2月に新製車扱いで車籍が復帰され、正式に小山車両センター所属となり、周辺の日光線や烏山線、東北本線（宇都宮線）などで営業時間帯に走行試験を行った。
蓄電池駆動車両への改造にあたっては、燃料電池、水素供給タンク、主変換装置などの床下機器や屋根上に搭載した蓄電池などを撤去した。ただし、台車、補助電源装置、ブレーキ装置等は従来のものを流用した。保安装置は新たにATS-Pを室内の機器室に搭載し、両運転台に対応している。屋根上には主回路用蓄電池への充電用としてシングルアーム式パンタグラフ（PS921形）を新設した。
床下には新たにDC-DCコンバータとVVVFインバータから構成される三菱電機製のCI913形主変換装置（電力変換装置）を新設した。架線からの直流1,500 VはDC-DCコンバータ装置で直流600 Vに降圧された上で主回路用蓄電池またはVVVFインバータに供給され、VVVFインバータで三相交流に変換されたうえで交流誘導電動機を制御する。回生ブレーキで発電した電力は蓄電池に充電することができ、電化区間ではDC-DCコンバータを使用して架線に電力を戻すこともできる。補助電源装置（静止形インバータ）には直流600 Vが給電される。車内は一部の座席（12人掛け×1）を撤去し、主回路用にジーエス・ユアサコーポレーションの強制空冷式鉄道用リチウムイオン電池モジュール「LIM30H-8A」を9ユニット（公称電圧604.8V。総容量 163 kWh）搭載した。これに伴い側窓の一部が閉鎖され、蓄電池ユニットの排気口となった。ただし、蓄電池の寿命を延ばすために容量を制限して使用しており、実際の有効容量は約120 kWhとなる。運転台には直流1,500 V架線電圧計やATS-P表示灯などが追加設置され、さらにデジタル列車無線に対応させた。
なお、2010年（平成22年）8月に適正容量化のため、当初9ユニット搭載していた蓄電池ユニットを4ユニット（総容量 72 kWh）に変更したほか、2011年には営業運転投入時を考慮して1ユニットを9人掛けの座席下に収容した。同時に、2010年から2012年にかけて、地上から車両の主回路用蓄電池への急速充電装置の開発も行われた。
蓄電池駆動車両の走行試験は、2012年（平成24年）3月に烏山線において行われた試験をもってすべて終了した。試験の結果、軽油を燃料とする従来の気動車と比べてエネルギー換算で約60 %、二酸化炭素の排出量に換算して約75 %の削減に成功し、その成果を反映して量産車であるEV-E301系が導入され、2014年3月15日のダイヤ改正から烏山線および直通運転先の宇都宮線で運用されている。
試験終了後は所属先の小山車両センターに長らく留置されていたが、2019年（令和元年）12月18日に廃車のため長野総合車両センターへ回送され、同年12月19日付で廃車、2020年（令和2年）2月に解体された。

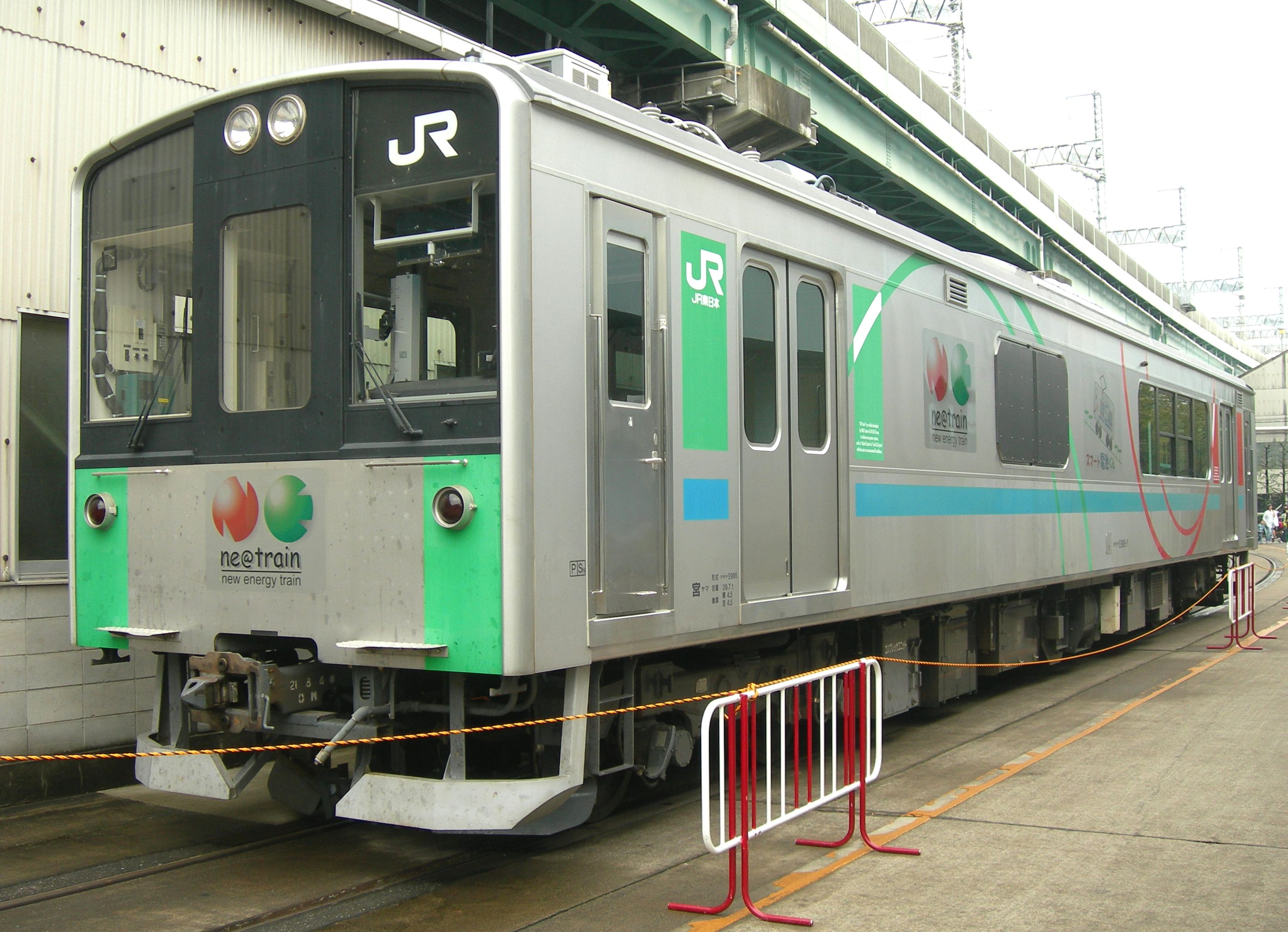
クモヤE995-1の南側正面と側面（2011年10月）
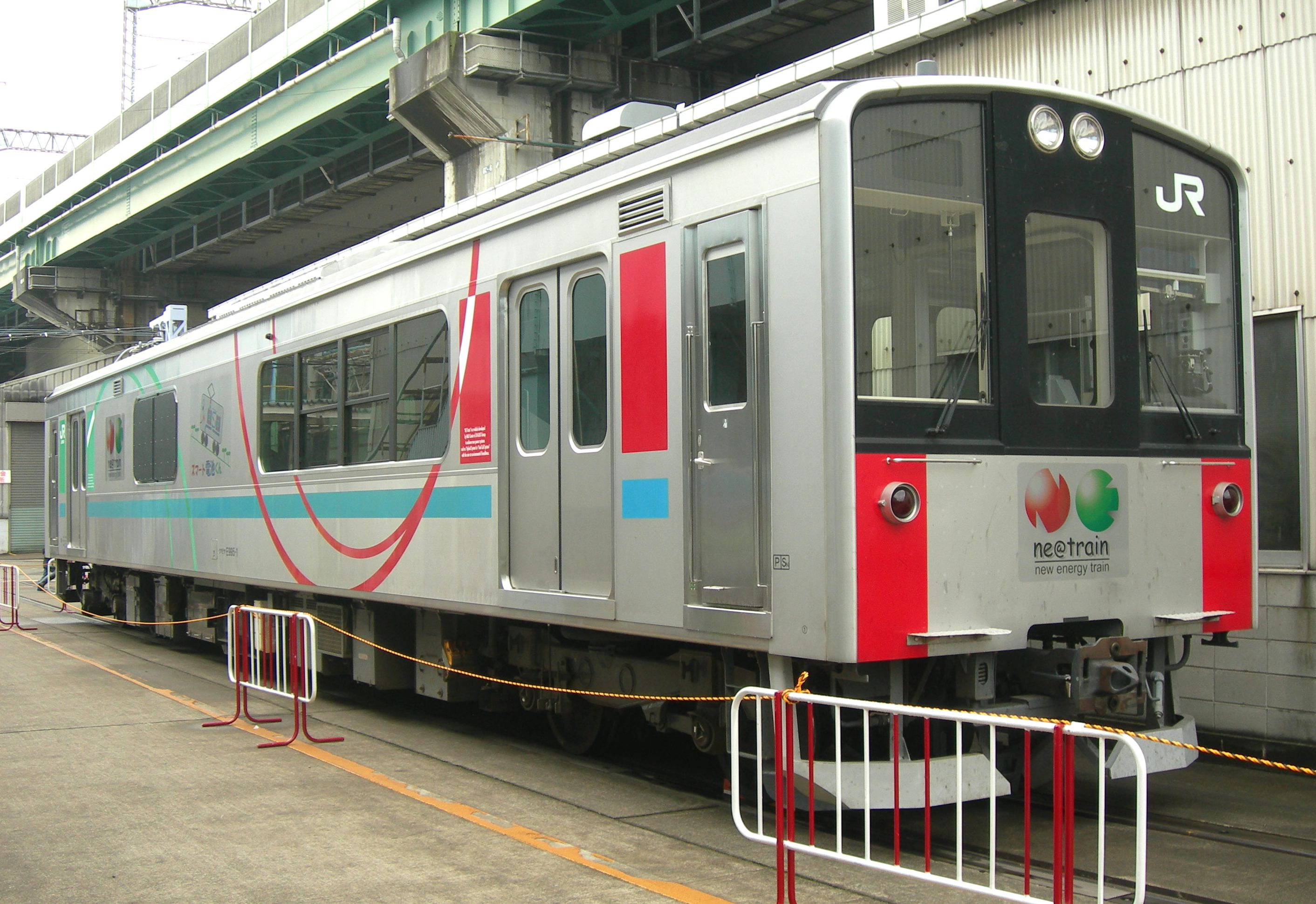
クモヤE995-1の北側正面と側面（2011年10月）